# Formica cunicularia
Formica cunicularia é uma espécie de formiga do gênero Formica, pertencente à subfamília Formicinae.<